# Fulmine nero (film)
Fulmine nero (The Lion and the Horse) è un film del 1952 diretto da Louis King.
È un film western statunitense con Steve Cochran e Ray Teal.

## Trama
Nel Wyoming sud-occidentale vivono i cavalli allo stato selvaggio (Mustang). Alcuni cow-boy organizzano una battuta per catturarne un certo numero da rivendere per i rodei. Uno dei cow-boy, Ben Kirby, rimane affascinato dal capo-branco: un bellissimo stallone nero. Ben riesce a catturarlo e lo nasconde in un canyon cieco, sperando di domarlo con un po' di calma, ma nel frattempo gli altri cow-boy trovano lo stallone e lo portano al ranch. Da quel momento il cavallo è diventato una proprietà di tutti: se Ben lo vuole per sé, dovrà pagarlo ai compagni ben 500$. Al momento non dispone di tale somma, perciò è costretto ad allontanarsi per guadagnare altri soldi, in parola di acquistare il cavallo al proprio ritorno. Tuttavia i suoi compagni, desiderosi di veloce guadagno, vendono il cavallo ad un impresario di rodei.

Ben va alla ricerca del cavallo ma quando lo ritrova presso un rodeo, il nuovo proprietario non vuole assolutamente venderglielo. In maniera non proprio legale, una notte Ben apre il recinto dove si trova il cavallo e lo fa fuggire; come prevedeva Ben, lo stallone torna dal proprio branco selvaggio. Ben cattura di nuovo lo stallone, stavolta con l'intenzione di tenerselo ben stretto. Ben trova lavoro come mandriano in un ranch e fa amicizia con la nipotina del proprietario.
A complicare le cose, ci si mette un leone fuggito da una gabbia; il leone si aggira attorno al ranch dove lavora Ben e uccide alcuni capi di bestiame per cibarsene. Il leone tenta di attaccare lo stesso stallone Fulmine ma dopo un tremendo combattimento viene ucciso. 
Lo sceriffo, dopo avere accertato l'accaduto, decide di dare al cavallo i soldi della ”taglia” posta sulla testa del leone.

## Produzione
Il film, diretto da Louis King su una sceneggiatura di Crane Wilbur, fu prodotto da Bryan Foy per la Warner Bros. e girato da fine agosto a metà ottobre 1951 a Kanab e nel Parco nazionale di Zion a Springdale, nello Utah, mentre la scena del rodeo fu girata al Bonelli Stadium di Saugus, in California. Il titolo di lavorazione fu  The Blue Stallion. La pellicola fu colorizzata attraverso il processo denominato WarnerColor (fu il primo film ad essere distribuito con questo nuovo tipo di processo).

## Colonna sonora
- Western Scene - musica di J.S Zamecnik, suonata al rodeo
- Spirit of Independence - musica di Abe Holzmann
- Coasting - musica di Fred Hager e Justin Ring
- The Whip - musica di Abe Holzmann
- The Rustler from Kanab - eseguita da George O'Hanlon

## Distribuzione
Il film fu distribuito con il titolo The Lion and the Horse negli Stati Uniti dal 19 aprile 1952 al cinema dalla Warner Bros.
Altre distribuzioni:
- in Germania Ovest il 21 novembre 1952 (Der König der Wildnis)
- in Austria nel febbraio del 1953 (Der König der Wildnis)
- in Svezia il 9 febbraio 1953 (Lejonet och vildhingsten)
- in Finlandia il 20 febbraio 1953 (Ori ja leijona)
- in Danimarca il 26 giugno 1953 (Løven og hesten)
- in Francia il 1º luglio 1953 (Le lion et le cheval)
- in Belgio (De zwarte hengst)
- in Cile (El león y el caballo)
- in Italia (Fulmine nero)
- in Belgio (L'étalon noir)
- in Brasile (Luta Selvagem)